# Carole Marais
Pour les articles homonymes, voir Marais (homonymie).
Carole Marais est une mezzo-soprano française.

## Biographie

### Formation
Carole Marais commence sa formation musicale au Conservatoire de Troyes où elle étudie le chant et le violoncelle. Elle bénéficie ensuite de l'enseignement du baryton David Pittman-Jennings.
En 1996 elle remporte le premier prix à l'unanimité du jury et un prix spécial d'interprétation au concours international de chant lyrique de l'UFAM

### Carrière
Elle réalise une carrière internationale de soliste, principalement en France et en Italie. Elle est également membre du chœur de Radio France, .

#### Concert
Au concert, on a pu l'entendre chanter en France sous la direction de Jeffrey Tate, Charles Dutoit, Vladislav Tchernountchenko et en Italie sous la direction de :
- Riccardo Chailly
  - La 9e symphonie (Beethoven) ;
- Romano Gandolfi
  - La Petite Messe solennelle et le Stabat Mater (Rossini)
  - Les Noces (Stravinsky) ;
  - La cantate Alexandre Nevsky (Prokofiev)
  - La Missa Solemnis (Beethoven)
- Marco Faelli
  - Les Chansons de Bilitis, récitante, (Debussy)

Les Requiem de Verdi, Mozart et Dvořák, Elias de Mendelssohn, le Stabat Mater de Dvořák, le Messie de Haendel, la Messe en ut mineur de Mozart, le Lauda per la nativita del Signore de Respighi, Vivaldi, Bach, Poulenc, Tournemire[Lequel ?] sont également à son répertoire.
Le 16 janvier 2006 elle interprète avec Mark Pancek (baryton) le Requiem de Maurice Duruflé dirigé par Michel Piquemal à la Maison de Radio France.

#### Opéra
À la scène elle interprète :
- Carmen (rôle-titre) de Bizet
- La Célestine (une Parque) de Maurice Ohana
- Osud (la vieille Slovaque) de Janáček au Palais Garnier
- Boris Godounov (Fiodor) de Moussorgski au Théâtre des Champs-Élysées
- Rigoletto (Maddalena) de Verdi
- Les Contes d'Hoffmann (la mère) d'Offenbach
- Apeghan (Seta) de Garbis Aprikian
- Jenufa (Pastuchyna) de Janáček
- David de Sassoun (rôle titre) de Garbis Aprikian
- Journal d'un disparu de Janáček
- Il barbiere di Siviglia (Rosine) de Rossini

## Vidéographie
2005 : Jenufa (Pastuchnyna), Leoš Janáček, Orchestre symphonique et chœur du Grand Théâtre du Liceu de Barcelone, Peter Schneider, direction, TDK Naxos.

### Sources
- Les sites de Carole Marais, de Naxos et de Radio France cités en note.